# Gracilentulus sardinianus
Gracilentulus sardinianus är en urinsektsart som beskrevs av Josef Nosek 1979. Gracilentulus sardinianus ingår i släktet Gracilentulus och familjen lönntrevfotingar. Inga underarter finns listade i Catalogue of Life.